# Festività nazionali giapponesi
Le festività nazionali giapponesi (国民の祝日?, kokumin no shukujitsu) sono stabilite dalla legge sui giorni festivi (国民の祝日に関する法律?, Kokumin no Shukujitsu ni Kansuru Hōritsu, lett. "Legge sui giorni festivi") del 1948 (legge n. 178 del 1948).
Una disposizione della legge stabilisce che quando una festività nazionale cade di domenica, il giorno lavorativo successivo diventa un giorno festivo, noto come furikae kyūjitsu (振替休日? "festa pubblica compensativa", letteralmente "festa sostitutiva"). Inoltre, ogni giorno che cade tra altre due festività nazionali deve diventare a sua volta una festa, nota come kokumin no kyūjitsu (国民の休日? letteralmente "festa dei cittadini"): il 4 maggio, inserito tra il Constitution Memorial Day (3 maggio) ed il Children's Day (5 maggio), è stato un esempio di tale festa fino a quando non è stato sostituito dal Greenery Day nel 2007.
Prima dell'adozione del calendario gregoriano da parte del Giappone nel 1873, le date delle festività erano basate sul tradizionale calendario cinese. Così, il capodanno, ad esempio, veniva celebrato all'inizio della primavera, come avviene nella moderna Cina, Corea e Vietnam. Il Giappone ha 16 festività nazionali riconosciute dal governo.

## Feste nazionali
La tabella sottostante riporta tutte le attuali feste nazionali giapponesi.
Le date comprese nella Golden Week (ゴールデンウィーク?, gōruden wīku, settimana d'oro) sono colorate in oro.
| Nome Giapponese                     | Trad. Inglese             | Trad. Italiana                               | Data                      | Descrizione |
| ----------------------------------- | ------------------------- | -------------------------------------------- | ------------------------- | --- |
| Ganjitsu (元日?)                    | New Year's Day            | Capodanno                                    | 1º gennaio                | Questa festa nazionale è stata istituita nel 1948, come giorno per celebrare il nuovo anno. Il primo gennaio segna l'inizio del periodo di vacanza più importante del Giappone: il Periodo del Capodanno (正月?, Shōgatsu) che generalmente si riferisce al primo, ai primi tre o ai primi sette giorni dell'anno. Sebbene non sia prescritto dalla legge, molti luoghi di lavoro sono chiusi dal 29 dicembre al 3 gennaio. Prima del 1948, il capodanno era la festa nazionale in cui si svolgeva la cerimonia del culto imperiale noto come Shihō-hai (四方 拝?). |
| Seijin no Hi (成人の日?)            | Coming of Age Day         | Giorno del raggiungimento della maggiore età | Secondo lunedì di gennaio | Questa festa nazionale è stata istituita nel 1948 come giorno per congratularsi e incoraggiare le persone che hanno raggiunto la maggiore età (20 anni fino al 2022 e successivamente 18 anni) durante l'anno. Città e paesi in tutta la nazione tengono cerimonie per queste persone. Originariamente la festa veniva osservata il 15 gennaio, nel 2000 il giorno è stato cambiato nel secondo lunedì di gennaio in conformità con il sistema "Happy Monday". Durante il 2022 è previsto che la maggiore età in Giappone venga portata a 18 anni per cui, a partire dal 2023, il Seijin no Hi sarà celebrato dai diciottenni.                                                                                    |
| Kenkoku Kinen no Hi (建国記念の日?) | National Foundation Day   | Giornata della fondazione nazionale          | 11 febbraio               | Questa festa nazionale è stata istituita nel 1966 (e si è tenuta per la prima volta nel 1967) come un giorno per riflettere sulla fondazione della Nazione e coltivare l'amore per il Paese. Dal 1872 al 1948, l'11 febbraio era noto come Kigen-setsu (紀元 節?), una festa che commemora il giorno in cui, secondo il Nihon Shoki, si dice che l'imperatore Jinmu sia salito al trono nel 660 a.C. |
| Tennō Tanjōbi (天皇誕生日?)         | The Emperor's Birthday    | Compleanno dell'Imperatore                   | 23 febbraio               | Il compleanno dell'Imperatore regnante è una festa nazionale dal 1868. Originariamente conosciuto come Tenchō-setsu (天長 節?), fu ribattezzato Tennō tanjōbi (天皇 誕生 日?) nel 1948. Attualmente si celebra il 23 febbraio in quanto l'imperatore Naruhito è nato in questo giorno nel 1960. Prima dell'abdicazione dell'imperatore Akihito il 30 aprile 2019, questa festa è stata celebrata il 23 dicembre. Sempre per via dell'abdicazione la festa non è stata celebrata nel 2019. |
| Shunbun no Hi (春分の日?)           | Vernal Equinox Day        | Equinozio di primavera                       | Attorno al 20 marzo       | Questa festa nazionale è stata istituita nel 1948 come un giorno per l'ammirazione della natura e l'amore per gli esseri viventi. Prima del 1948, l'equinozio di primavera era un festival imperiale di culto degli antenati chiamato Shunki kōrei-sai (春季皇霊祭?). |
| Shōwa no Hi (昭和の日?)             | Shōwa Day                 | Giorno Shōwa                                 | 29 aprile                 | Questa festa nazionale è stata istituita nel 2007 come giorno per riflettere sugli eventi del periodo Shōwa. In quanto compleanno di Hirohito (ufficialmente noto con il nome postumo di Imperatore Shōwa dalla sua morte), durante l'era Shōwa questo giorno era festeggiato come compleanno dell'imperatore (vedi sopra). Dopo la morte di Hirohito nel 1989, la data ha continuato ad essere una festa sotto il nuovo nome "Giorno della Vegetazione" (vedi anche sotto). Nel 2007, il "Greenery Day" è stato spostato al 4 maggio e il 29 aprile ha preso il nome di "Shōwa Day" in onore del defunto imperatore. Lo Shōwa Day segna l'inizio del periodo di vacanza della Golden Week (ゴールデンウィーク?). |
| Kenpō Kinenbi (憲法記念日?)         | Constitution Memorial Day | Giorno della Costituzione                    | 3 maggio                  | Questa festa nazionale fu istituita nel 1948, per commemorare il giorno in cui entrò in vigore la Costituzione del dopoguerra giapponese. Il Constitution Memorial Day cade durante la Golden Week. |
| Midori no Hi (みどりの日?)          | Greenery Day              | Giorno della vegetazione                     | 4 maggio                  | Questa festa nazionale è celebrata come un giorno per entrare in comunione con la natura ed essere grati per le sue benedizioni. Istituito originariamente nel 1989 e tenuto ogni anno il 29 aprile (il compleanno del defunto imperatore Shōwa), nel 2007 il Greenery Day è stato spostato al 4 maggio e il 29 aprile è stato ribattezzato "Shōwa Day" (vedi sopra). Il Greenery Day cade durante la Golden Week. Dal 1985 al 2006, il 4 maggio è stata una festa Kokumin no Kyūjitsu. |
| Kodomo no Hi (こどもの日?)          | Children's Day            | Giorno dei bambini                           | 5 maggio                  | Questa festa nazionale è stata istituita nel 1948, come un giorno in cui valorizzare le personalità dei bambini e pianificare per la loro felicità. È in questo giorno che si tiene l'equivalente giapponese del Dragon Boat Festival (端午の節句, Tango no Sekku) cinese. In questo giorno, e nei giorni che lo precedono, le famiglie che hanno un bambino in casa possono far volare i koinobori e decorare le loro case con armature o bambole samurai. Il Giorno dei Bambini segna la fine della Golden Week. |
| Umi no Hi (海の日?)                 | Marine Day                | Giorno del mare                              | Terzo lunedì di luglio    | Questa festa nazionale è stata istituita nel 1995 (e celebrata per la prima volta nel 1996) come giorno di gratitudine per il dono degli oceani e di speranza per la prosperità del Giappone. Originariamente tenuta il 20 luglio, la festa è stata modificata per essere celebrata il terzo lunedì di luglio in conformità con l'Happy Monday System a partire dal 2003. |
| Yama no Hi (山の日?)                | Mountain Day              | Giorno della montagna                        | 11 agosto                 | Questa festa nazionale è stata istituita nel 2014 (e si è tenuta per la prima volta nel 2016), come un giorno in cui apprezzare le montagne del Giappone. È stata fatta coincidere con il periodo di vacanza legato alla celebrazione degli spiriti dei propri antenati (お盆?, Obon) che si tiene a metà agosto in molta parte del Giappone. |
| Keirō no Hi (敬老の日?)             | Respect for the Aged Day  | Giorno del rispetto per gli anziani          | Terzo lunedì di settembre | Questa festa nazionale è stata istituita nel 1966 come un giorno per rispettare gli anziani e celebrare una lunga vita. Originariamente tenuta il 15 settembre, è nata come una ridenominazione del giorno degli anziani (老人の日?, Rōjin no hi) ed è stata spostata al terzo lunedì di settembre nel 2003, in conformità con il sistema Happy Monday. |
| Shūbun no Hi (秋分の日?)            | Autumnal Equinox Day      | Equinozio d'autunno                          | Attorno al 23 settembre   | Questa festa nazionale è stata istituita nel 1948 come giorno in cui onorare i propri antenati e ricordare i morti. Prima del 1948, l'equinozio d'autunno era un festival di culto degli antenati imperiali chiamato Shūki kōrei-sai (秋季皇霊祭?). |
| Taiiku no Hi (体育の日?)            | Health and Sports Day     | Giorno della salute e dello sport            | Secondo lunedì di ottobre | Questa festa nazionale è stata istituita nel 1966 come un giorno in cui praticare sport e coltivare una mente ed un corpo sani. Originariamente tenuta il 10 ottobre per commemorare l'anniversario della cerimonia di apertura delle Olimpiadi di Tokyo del 1964, nel 2000 è stata spostata al secondo lunedì di ottobre in conformità con l'Happy Monday System. |
| Bunka no Hi (文化の日?)             | Culture Day               | Giorno della cultura                         | 3 novembre                | Questa festa nazionale è stata istituita nel 1948 e commemora la promulgazione della Costituzione avvenuta il 3 novembre 1946. È riconosciuta come un giorno in cui celebrare la pace e la libertà e promuovere la cultura. Prima dell'istituzione di questa festa nel 1948, il 3 novembre era la festa nazionale chiamata Meiji-Setsu (明治節?) dedicata a commemorare il compleanno dell'imperatore Meiji. |
| Kinrō Kansha no Hi (勤労感謝の日?)  | Labour Thanksgiving Day   | Giorno del ringraziamento del lavoro         | 23 novembre               | Questa festa nazionale è stata istituita nel 1948 come occasione per lodare il lavoro, celebrare la produzione e ringraziarsi reciprocamente. Prima dell'istituzione di questa festa, il 23 novembre veniva celebrato come la festa imperiale del raccolto chiamata Niiname-sai (新嘗祭?). |

## Eventi di lutto e celebrazione imperiale
Oltre alle festività annuali sopra elencate, anche alcuni eventi di celebrazione o lutto legati alla famiglia imperiale sono trattati come festività nazionali nell'anno in cui si verificano.
Ci sono stati sei casi di tali festività dall'introduzione della legge sui giorni festivi:
- 10 aprile 1959: Matrimonio del principe ereditario Akihito
- 24 febbraio 1989: Funerali di stato dell'Imperatore Shōwa
- 12 novembre 1990: Cerimonia ufficiale di incoronazione dell'Imperatore Heisei (Akihito)
- 9 giugno 1993: Matrimonio del principe ereditario Naruhito
- 30 aprile 2019: Abdicazione dell'imperatore Heisei
- 22 ottobre 2019: Cerimonia ufficiale di incoronazione dell'attuale imperatore (Naruhito)

## Modifiche recenti
A partire dal 2000, il Giappone ha implementato l'Happy Monday System, che ha spostato una serie di festività nazionali al lunedì per ottenere un lungo week end.
- Coming-of-Age Day: 15 gennaio → 2º lunedì di gennaio, a partire dal 2000.
- Marine Day: 20 luglio → 3º lunedì di luglio, a partire dal 2003.
- Respect for the Aged Day: 15 settembre → 3º lunedì di settembre, a partire dal 2003.
- Health and Sports Day: 10 ottobre → 2º lunedì di ottobre, a partire dal 2000.

Nel 2006, il paese ha aggiunto il 29 aprile una nuova festa nazionale, lo Shōwa Day, al posto del Greenery Day che è stato spostato al 4 maggio. Questi cambiamenti sono entrati in vigore nel 2007.
Nel 2014, la Camera dei consiglieri ha deciso di aggiungere la Giornata della montagna (山の日?, Yama no Hi) l'11 agosto, dopo aver ricevuto pressioni dal Club alpino giapponese. Questo giorno è stato collocato in modo da coincidere, in molta parte del Giappone, con il periodo delle vacanze del Bon Festival (la celebrazione degli spiriti dei propri antenati), dando ai cittadini l'opportunità di apprezzare le montagne del Giappone.
Con la transizione imperiale giapponese, il compleanno dell'imperatore è stato spostato dal 23 dicembre al 23 febbraio (i rispettivi compleanni dell'Imperatore Emerito Akihito e dell'Imperatore Naruhito). A causa del fatto che compleanno di Akihito nel 2019 è caduto dopo la sua abdicazione ma prima di quello di Naruhito, questa festa non è stata celebrata nel 2019.
Come accordo speciale per le Olimpiadi estive del 2020, le date del 2020 per Marine Day, Sports Day e Mountain Day sono state spostate rispettivamente al 23 luglio, 24 luglio e 10 agosto. Con le Olimpiadi e le Paralimpiadi rinviate al 2021 a causa della pandemia di COVID-19, il governo ha lasciato in vigore questo cambiamento per il 2020 e ha approvato un emendamento alla legge sulle misure speciali olimpiche e paralimpiche per apportare una modifica corrispondente alle vacanze nel 2021, spostandole rispettivamente al 22 luglio, 23 luglio e 9 agosto.